# Josep Maria Serra Renom
Josep Maria Serra Renom (Sabadell, 12 d'abril de 1950) és un cirurgià plàstic espanyol pel desenvolupament de tècniques de reconstrucció mamària post-tumorectomia. També ha introduït innovacions en tècniques de cirurgia estètica mínimament invasiva. El 2009 va ser nomenat catedràtic de Cirurgia Plàstica per la Universitat Internacional de Catalunya (UIC). Va ser el primer doctor de la seva especialitat que va accedir a una Càtedra Universitària espanyola.
Un dels camps a què s'ha dedicat més intensament és la reconstrucció mamària immediata amb tècniques de cirurgia conservadora que ell mateix ha desenvolupat. Destaquen la reconstrucció mamària post-tumorectomia amb el múscul dorsal ample obtingut mitjançant tècniques endoscòpiques, l'auto-pròtesi de plaquetes o l'empelt de greix (lipofilling). Totes aquestes tècniques estan publicades en revistes internacionals. Respecte al tractament de la lipoatròfia facial associada al VIH, les seves contribucions van ser recollides per Sydney R. Coleman i altres en el llibre Fat injection: From Filling to Regeneration. Segons els autors, Serra Renom «domina el difícil i cada vegada més comú problema de la lipoatròfia facial».

## Llibres
- Microcirugía en Quirófano Experimental.[8] Editorial EUNSA, 1985
- Microcirugía en cirugía reparadora.[5] Editorial Salvat, 1985
- Liposucción en cirugía estética y plástica.[9] Editorial Salvat, 1987
- Endoscopia en Cirugía Plástica y Estética.[6] Editorial Masson, 1995
- Belleza, imagen corporal y cirugía estética.[10] Editorial Gráficas Rey, 2015
- Atlas of Minimally Invasive Facelift: Facial Rejuvenation with Volumetric Lipofilling.[3] Editorial Springer, 2016